# Behälter
Ein Behälter oder Behältnis ist ein Gegenstand, der in seinem Inneren einen Hohlraum aufweist, der insbesondere dem Zweck dient, seinen Inhalt von seiner Umwelt zu trennen (Kompartimentierung). Dabei weisen einige Behältertypen die Möglichkeit eines (temporären) Verschlusses auf (Deckel), damit wechseln diese Behältertypen u. U. auch die klassifizierende Untergruppe, etwa Schachteln, Dosen, Konserven, Tank, Flasche etc.

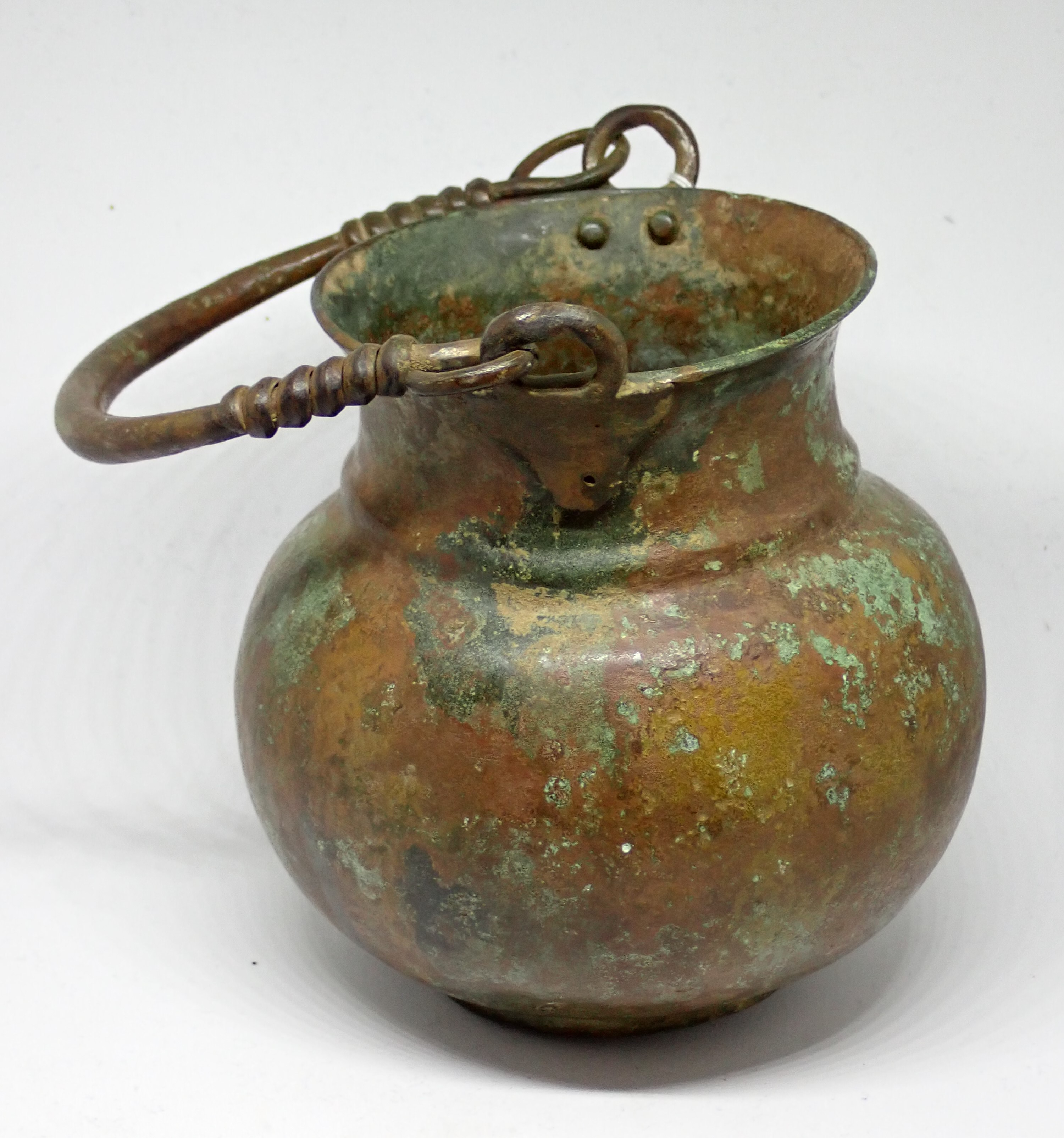
Römischer Bronzetopf, 1. bis 2. Jahrhundert

Ein Gefäß ist ein Gegenstand mit einer steifen und starren Hülle, die einen Inhalt unterschiedlicher Konsistenz fassen kann. In rundlicher oder zylindrischer Form werden solche Gefäße auch Fass oder Tonne (vom lateinischen tunna für das „Fass“) genannt. Größere längliche offene Behälter sind der rechteckige Trog mit flachem Boden oder gewölbtem Hohlraum sowie die ovale muldenförmige Wanne.
Technische Normen definieren einen Behälter als dicht gegenüber dem Medium, für das er konstruiert ist (Ein Flechtkorb etwa ist ein Gefäß, aber kein Behälter für Flüssigkeiten. Eine Plastiktüte ist ein Behälter, aber kein Gefäß.), und ein Gefäß als bewegliches Objekt (ein Öltank einer Heizanlage ist ein Behälter, aber kein Gefäß). Im allgemeinen Sprachgebrauch wird die Unterscheidung nach der Dichtheit nicht getroffen, und es kann allgemein Behälter stehen.

## Verwendung
Behälter und Gefäße verwendet man zur Aufbewahrung oder Speicherung unterschiedlicher Gegenstände für eine bestimmte Zeit. Sie können aber auch dazu dienen, als Gebinde Gegenstände mit bestimmten Gemeinsamkeiten (Stückgut) zusammenzufassen oder zu ordnen. Ein weiterer Anwendungsbereich ist der Schutz des Inhaltes vor äußeren Einflüssen oder umgekehrt der Schutz der Umwelt vor den Gefahren des Inhalts in Lagerhaltung und Transport.
Es gibt spezialisierte Behälter für feste, flüssige und gasförmige Substanzen. Diese können nach Herstellungsmaterial, wie Holz, Keramik, Glas, Metall, Kunststoff usw., unterschieden werden. Sie können je nach Bedarf stationär, beispielsweise als Bergebunker oder Silos oder mobil, beispielsweise als Tankfahrzeug, Container, ineinander stapelbare oder Faltbehälter, verwendet werden. Eine Sonderform ist der Druckbehälter.

## Wortherkunft
Das Wort Behälter geht auf mittelhochdeutsch behalten im Sinne von „aufbewahren“ zurück. Gefäß ist im Mittelhochdeutschen seit dem 11. Jahrhundert als gevǣze, von althochdeutsch gifāzi, ‚Ausrüstung‘, ‚Schmuck‘, nachweisbar. Später in engerer Bedeutung unter dem Einfluss des nicht sicher verwandten Wortes Fass als ‚Proviantladung‘ (vergleiche ‚fassen‘).

## Beispiele für Behälter

Behälter
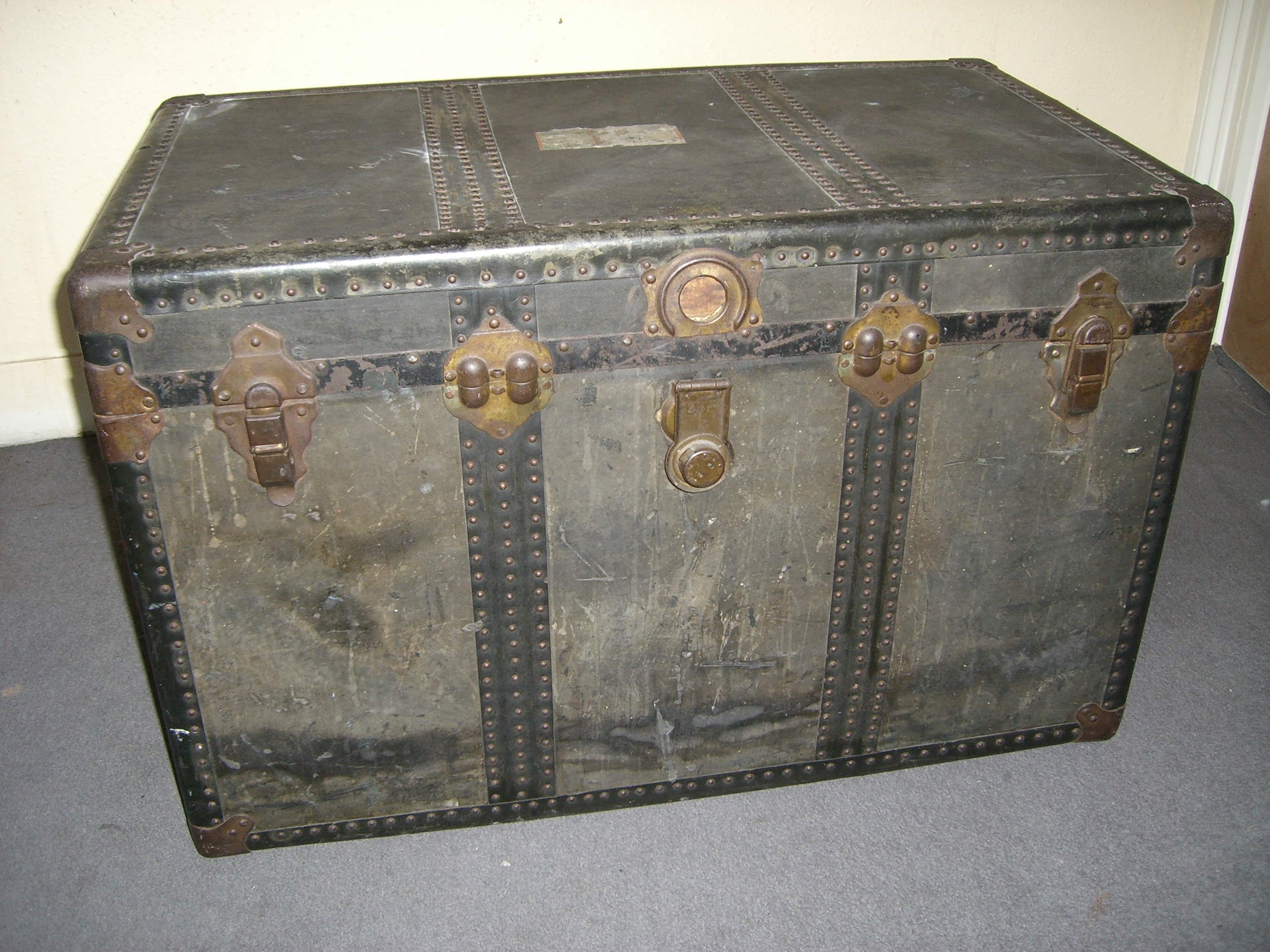
Kasten bzw. Kiste
Kartonage
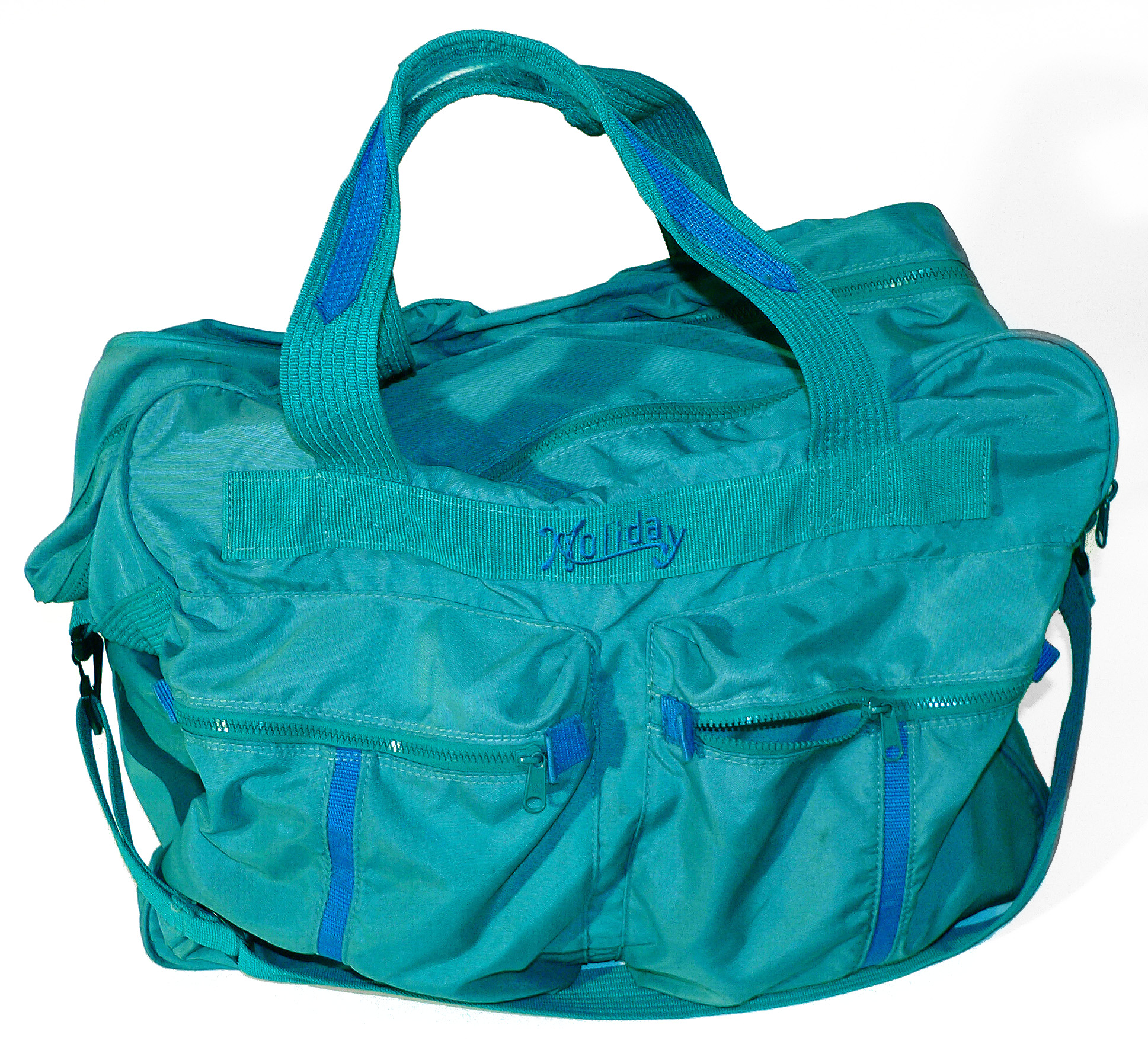
Reisetasche
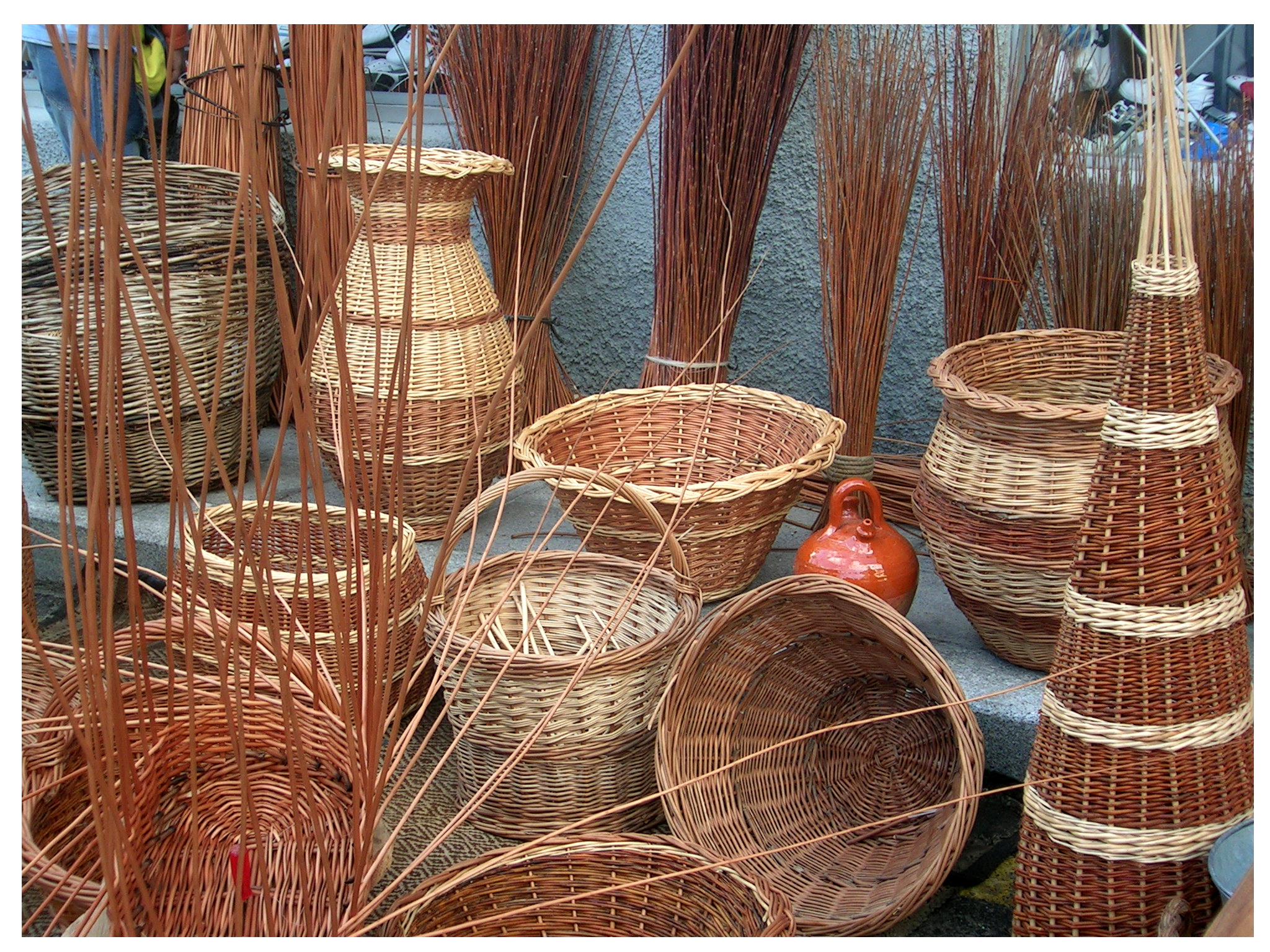
Korbwaren: mehrfarbige Flechtwerkbehälter, in der Mitte ein Henkelkorb.
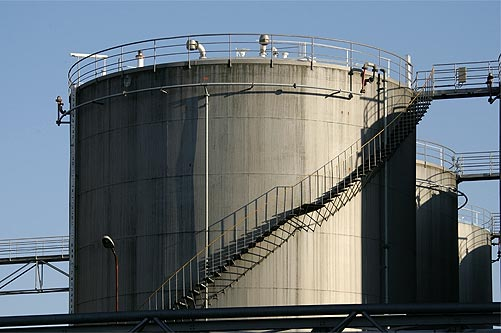
Gastanks
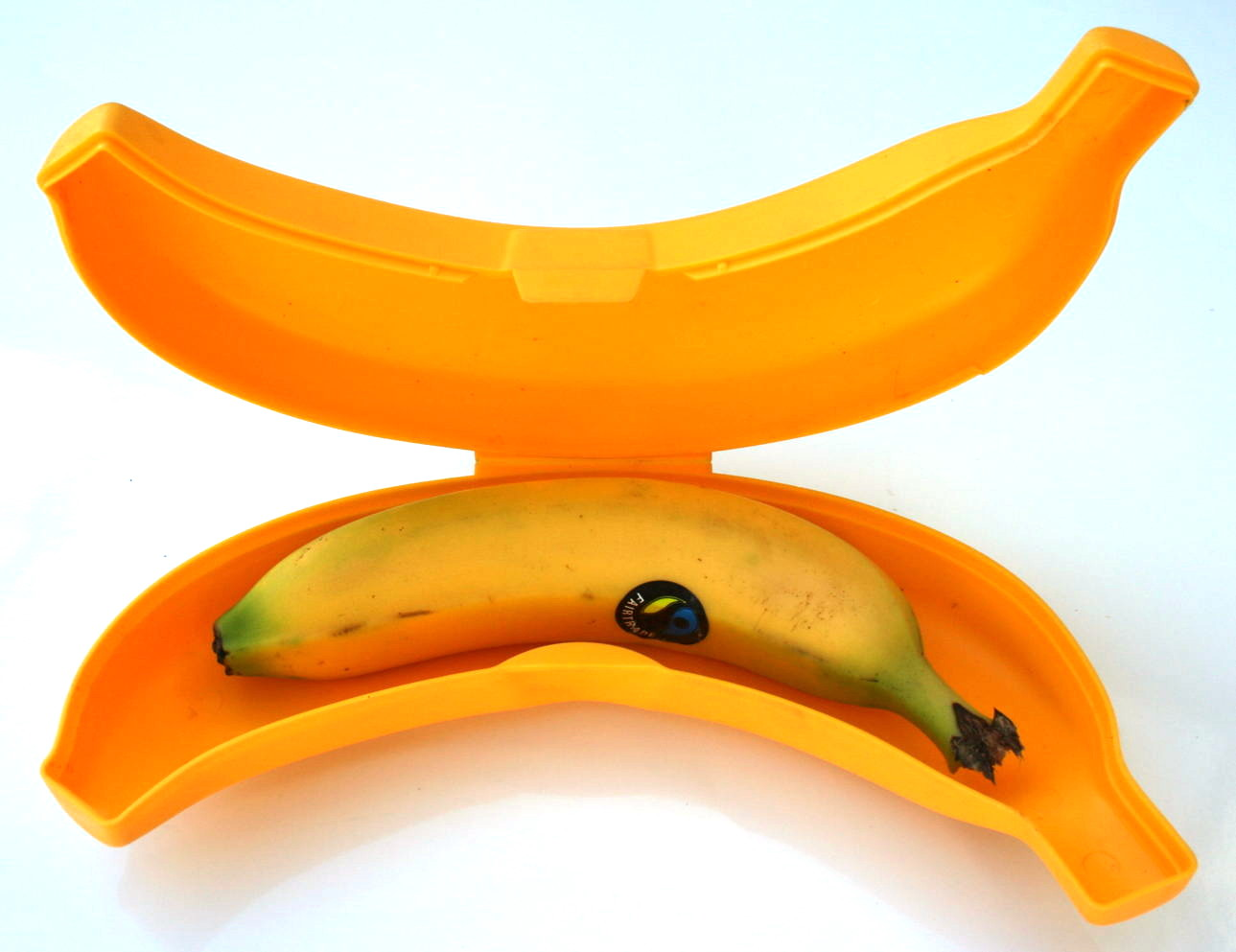
Transportbehälter für Bananen

## Beispiele für Gefäße

Gefäße
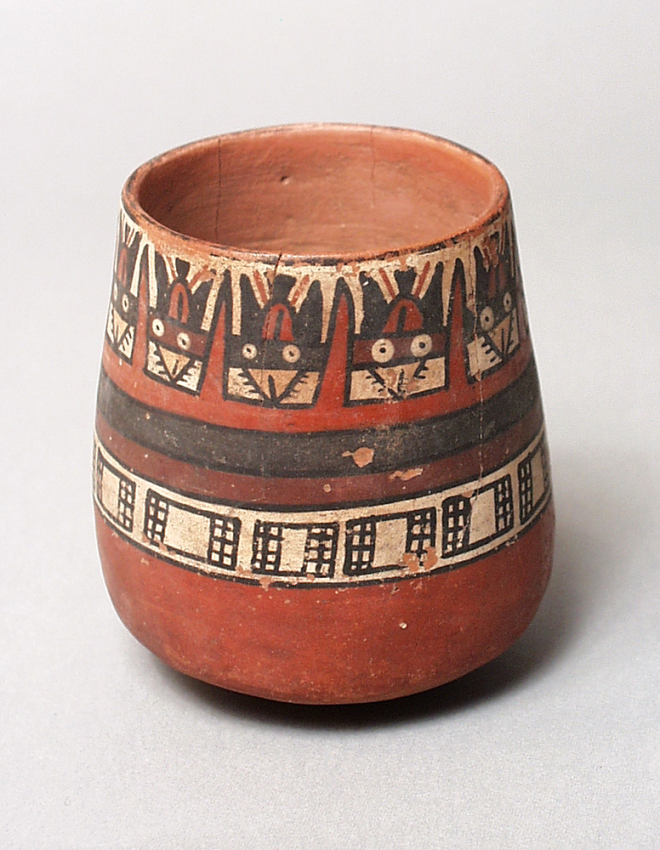
Becher
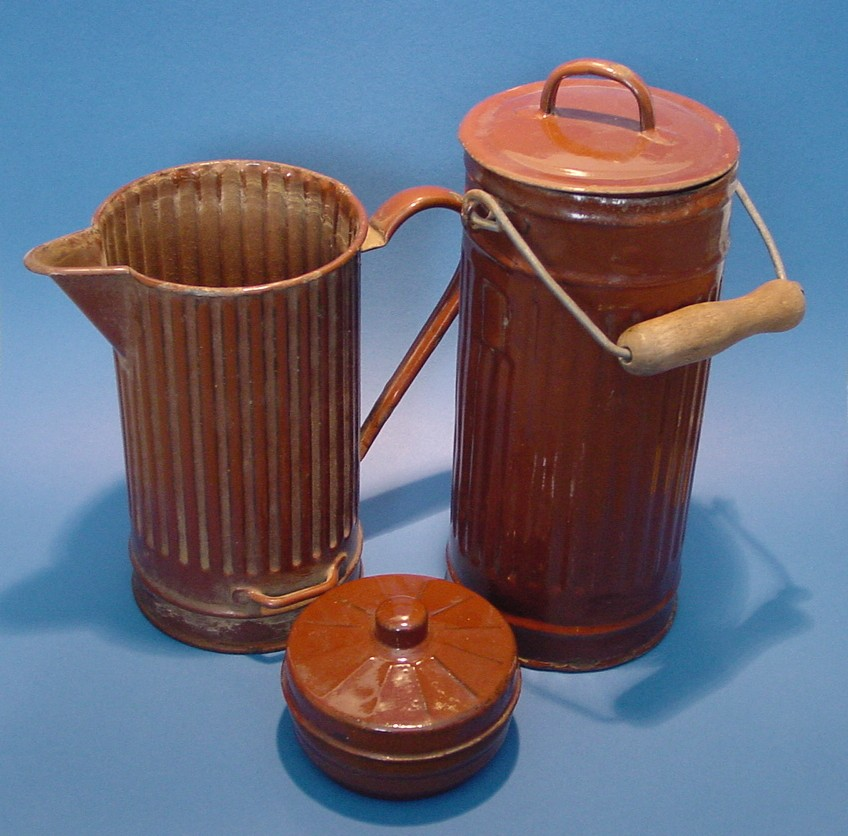
Kanne (mit Henkel), Milchkanne (mit Bügel) und Deckeldose aus Gasmaskenbehältern
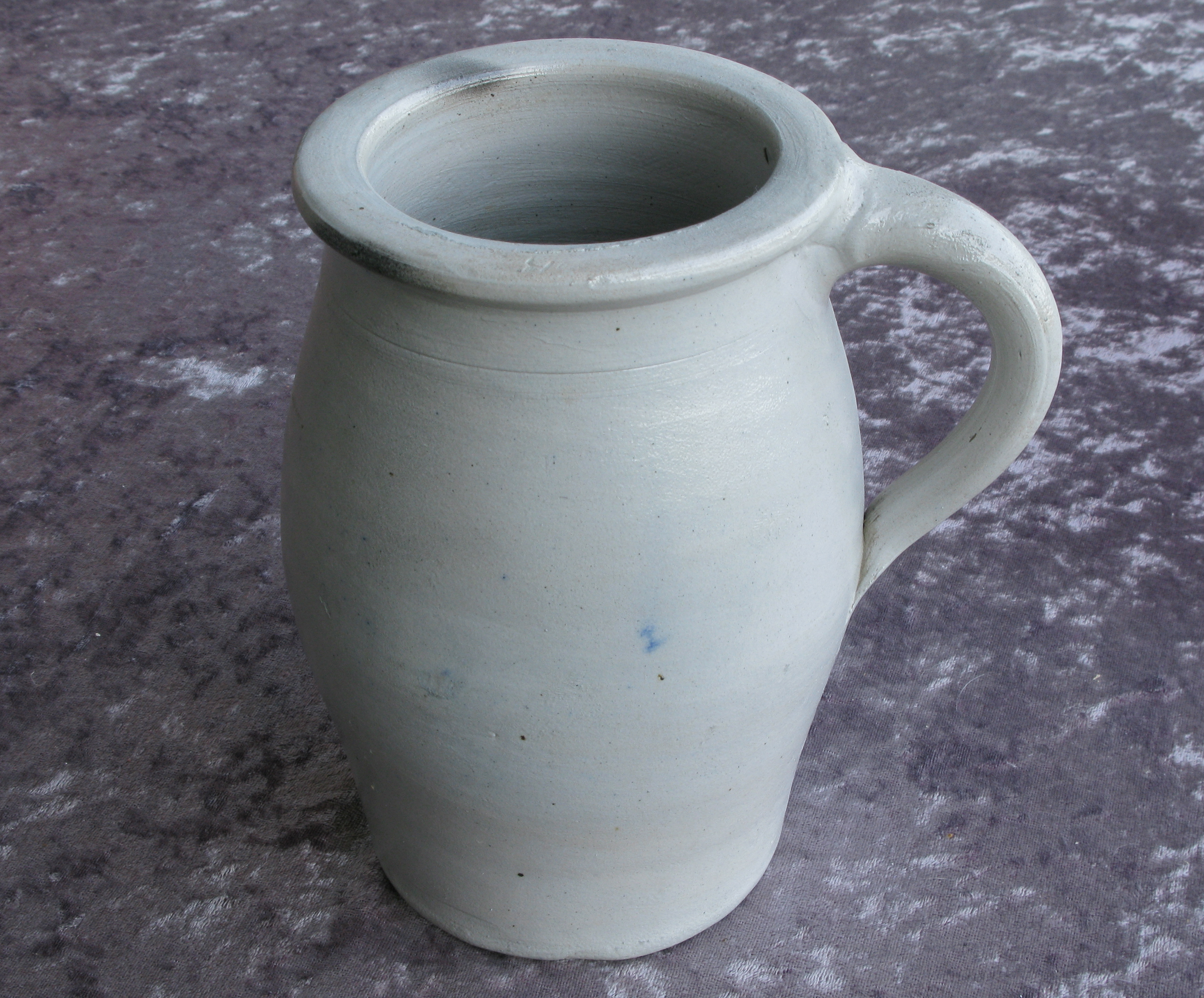
Krug, Einhenkelkrug
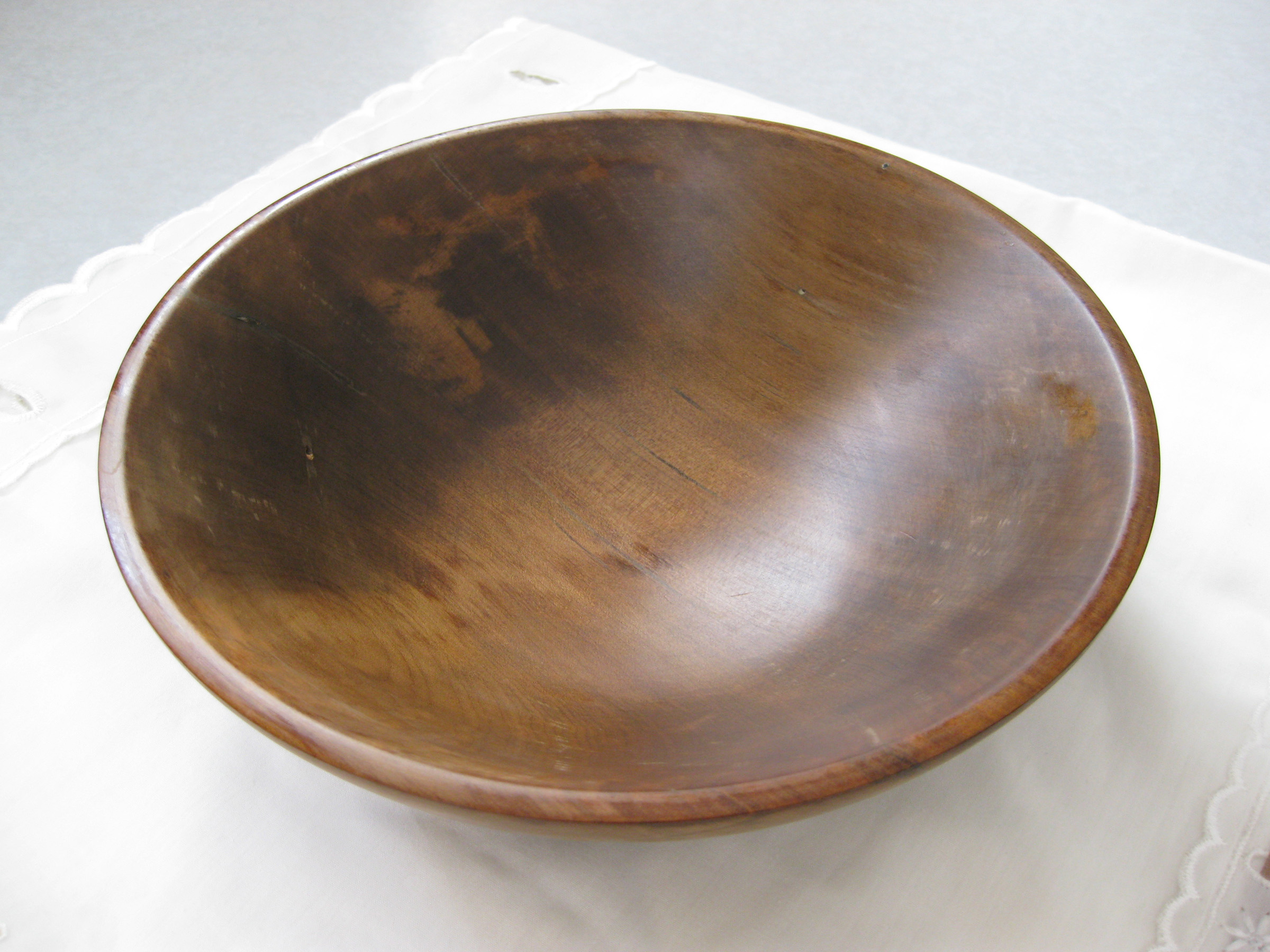
Schale
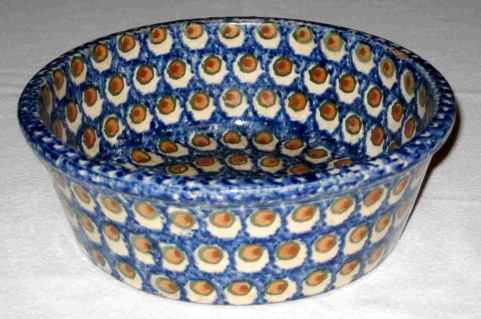
Schüssel
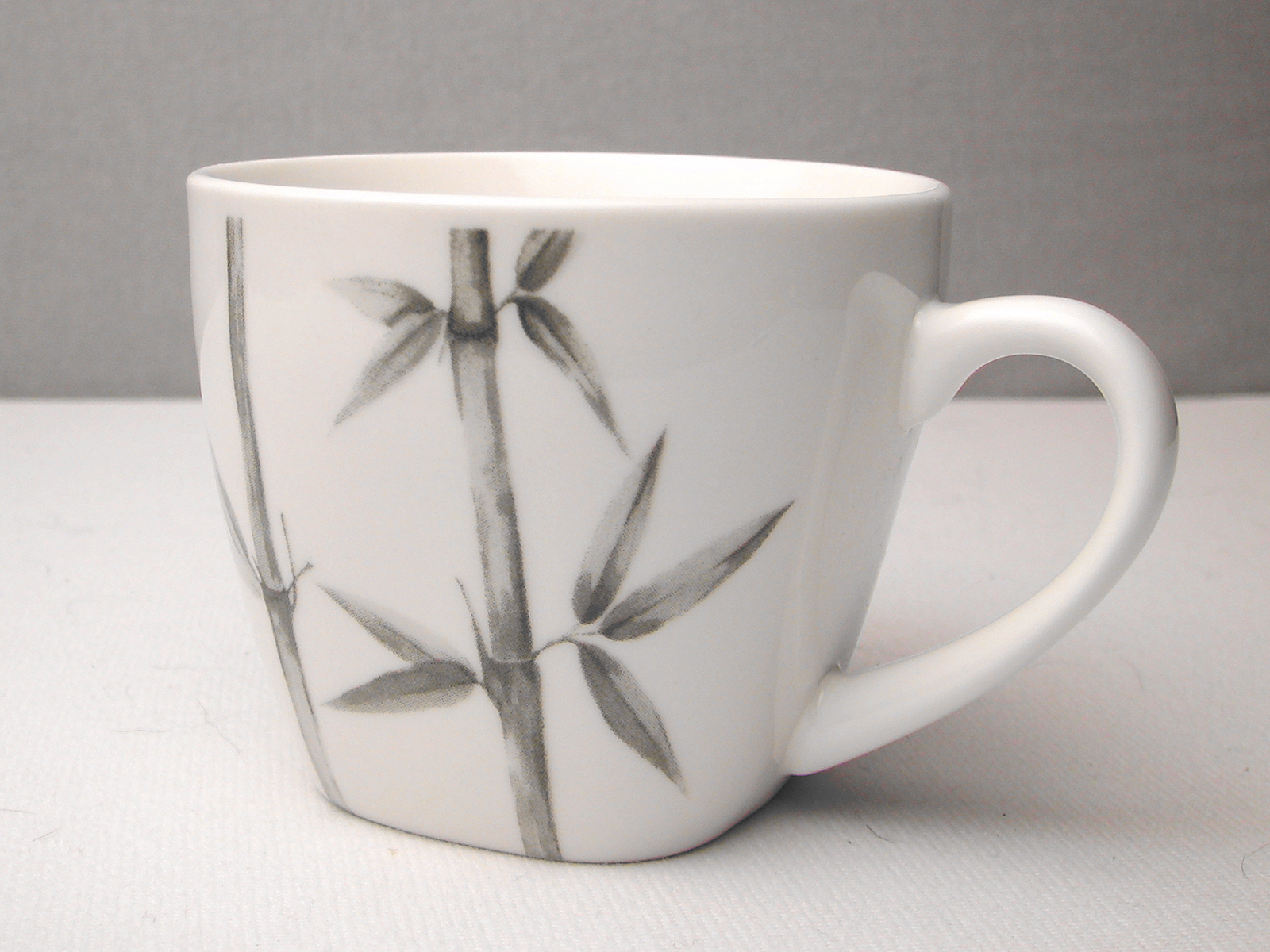
Trinkgefäß: Tasse
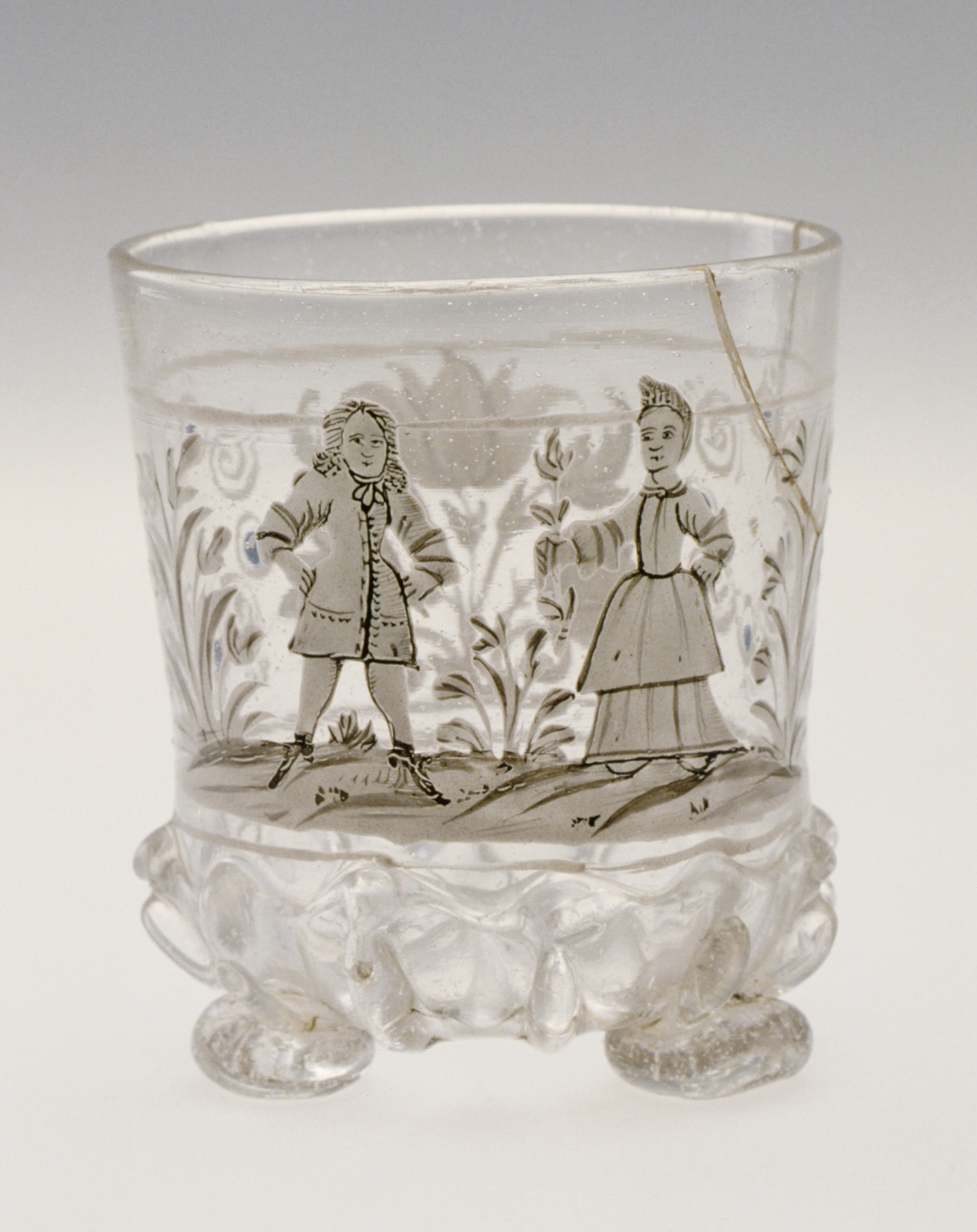
Trinkgefäß: Trinkglas, becherförmig, gefußt
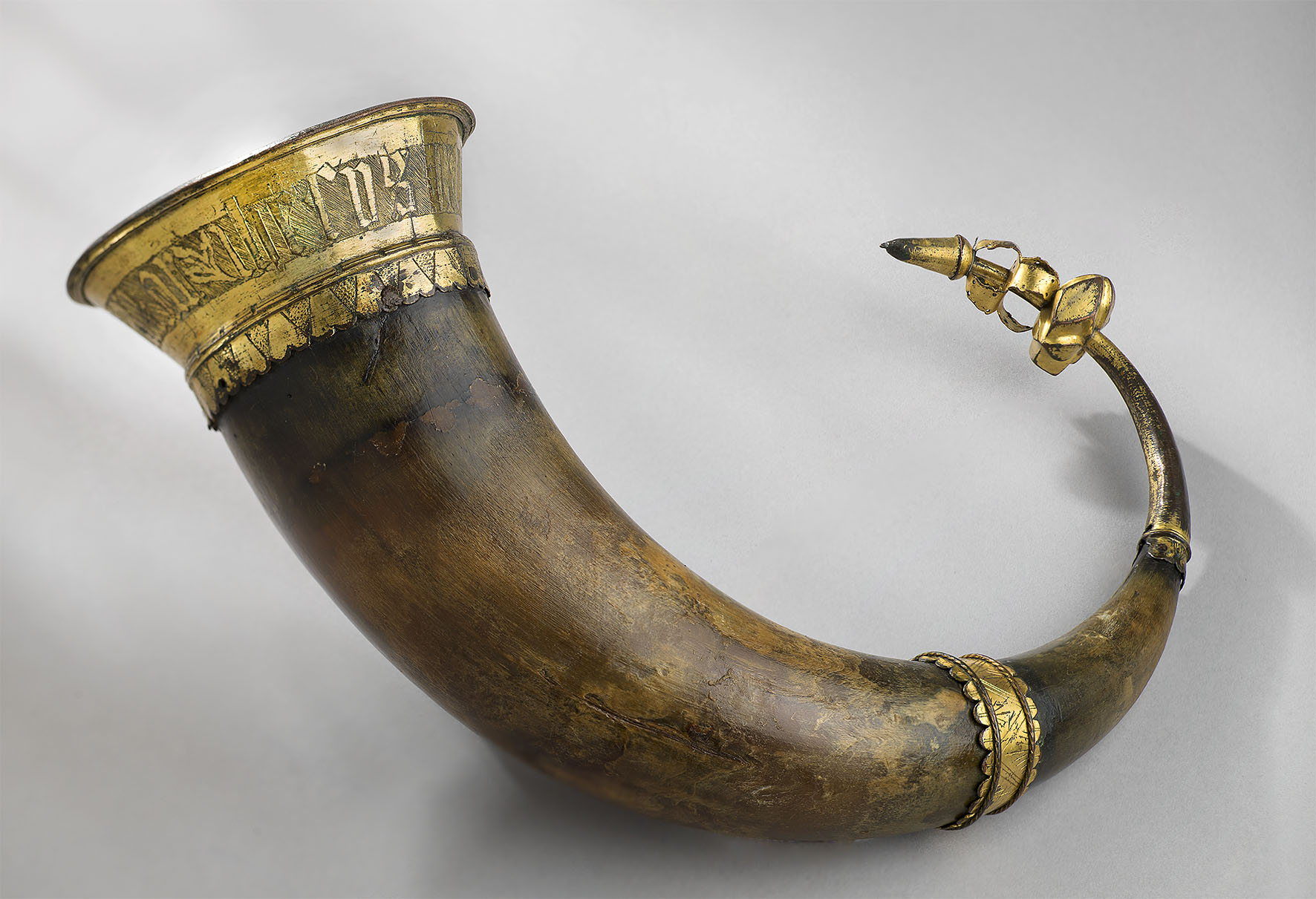
Trinkgefäß: Trinkhorn
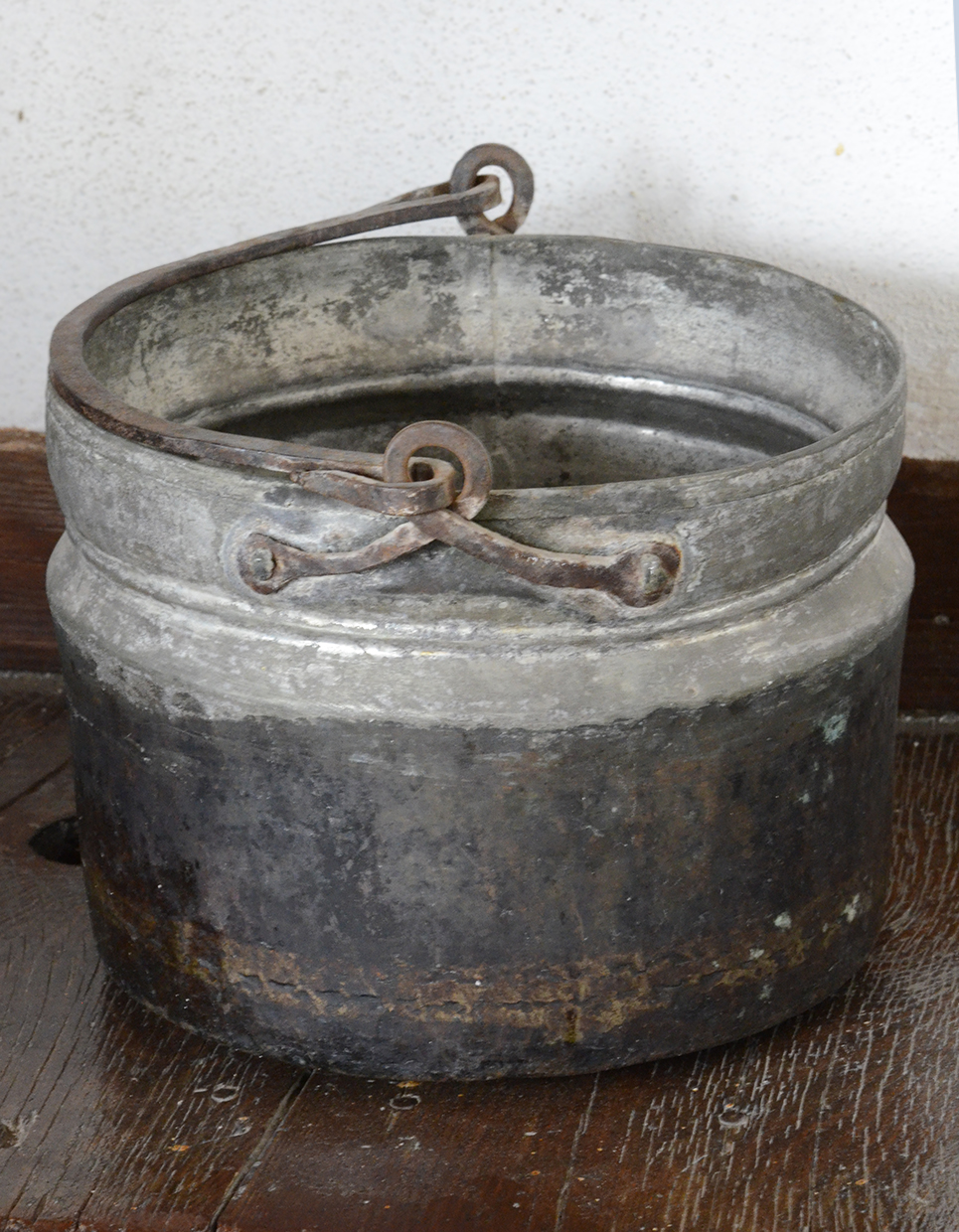
Eimer
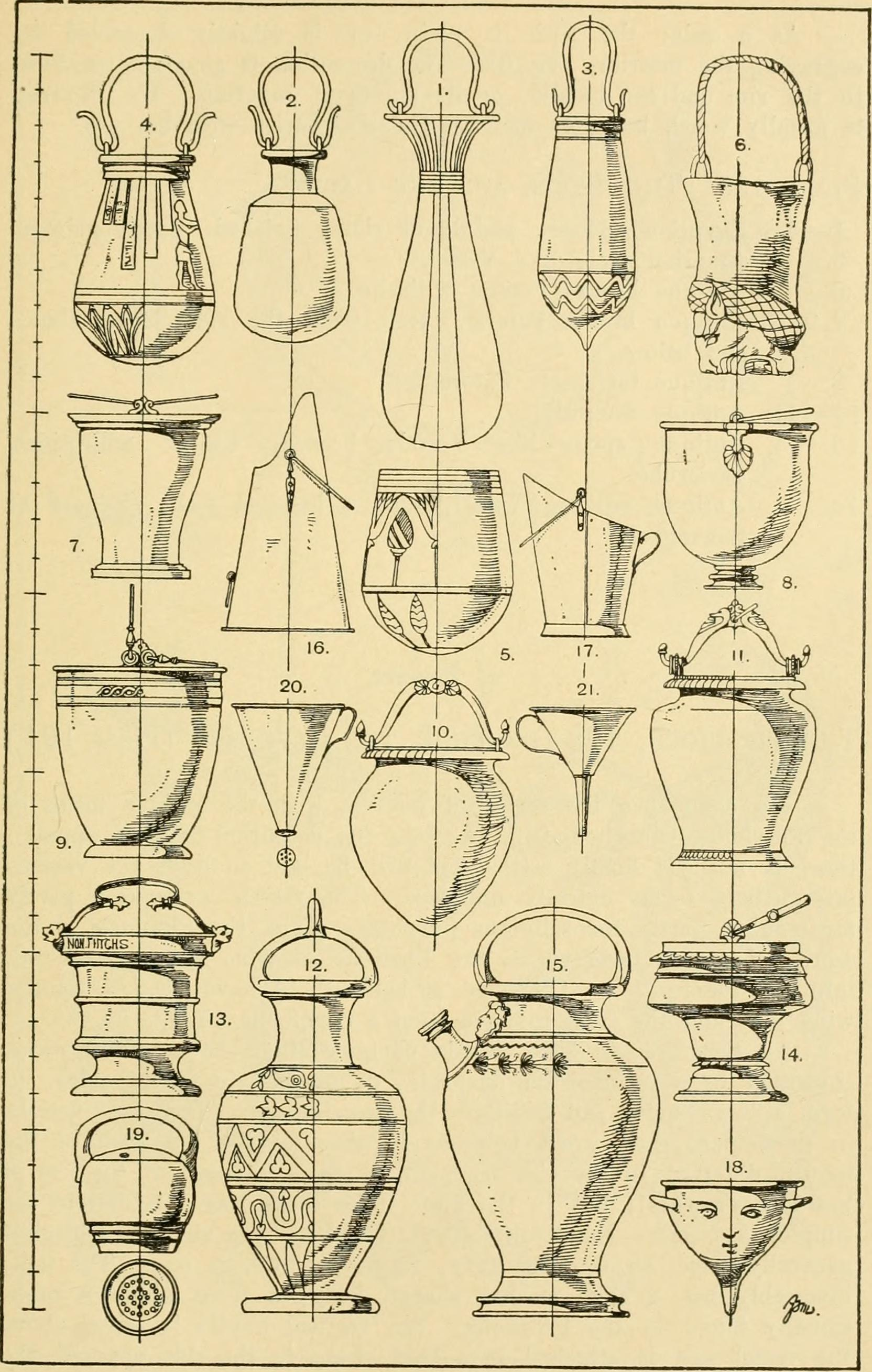
Eimerformen
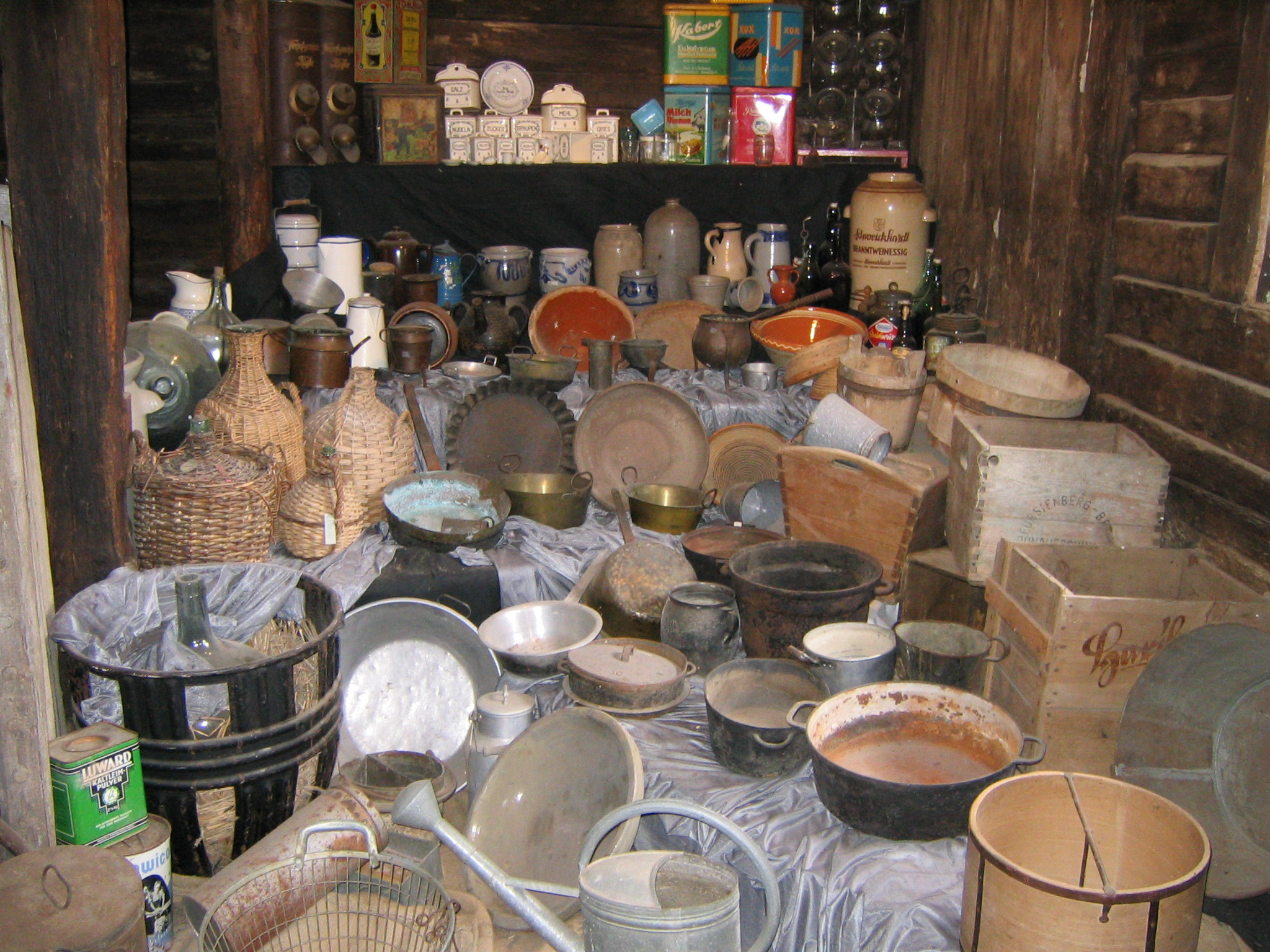
Verschiedene Gefäße
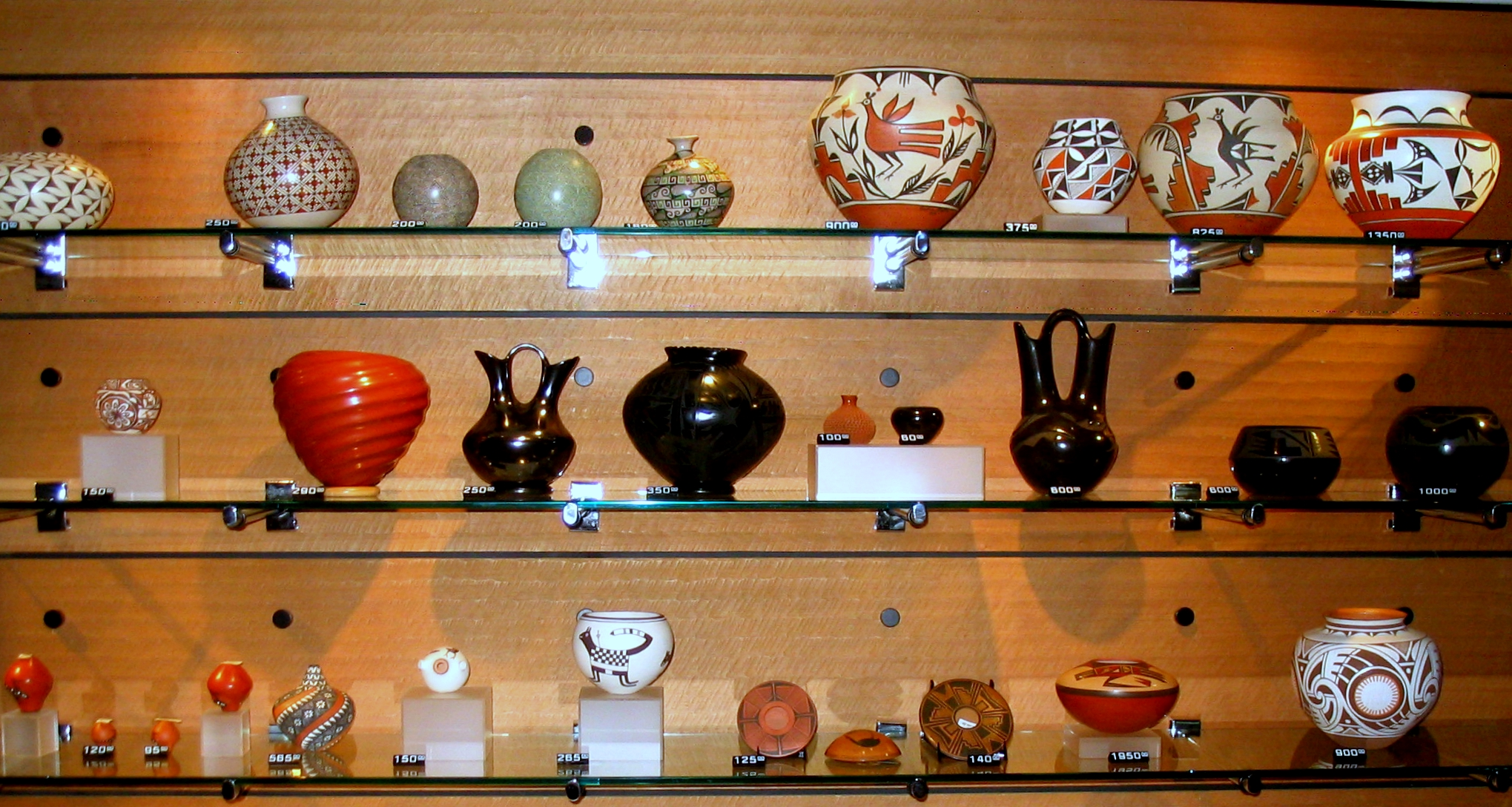
Vasen, Schalen, Schüssel, Dosen
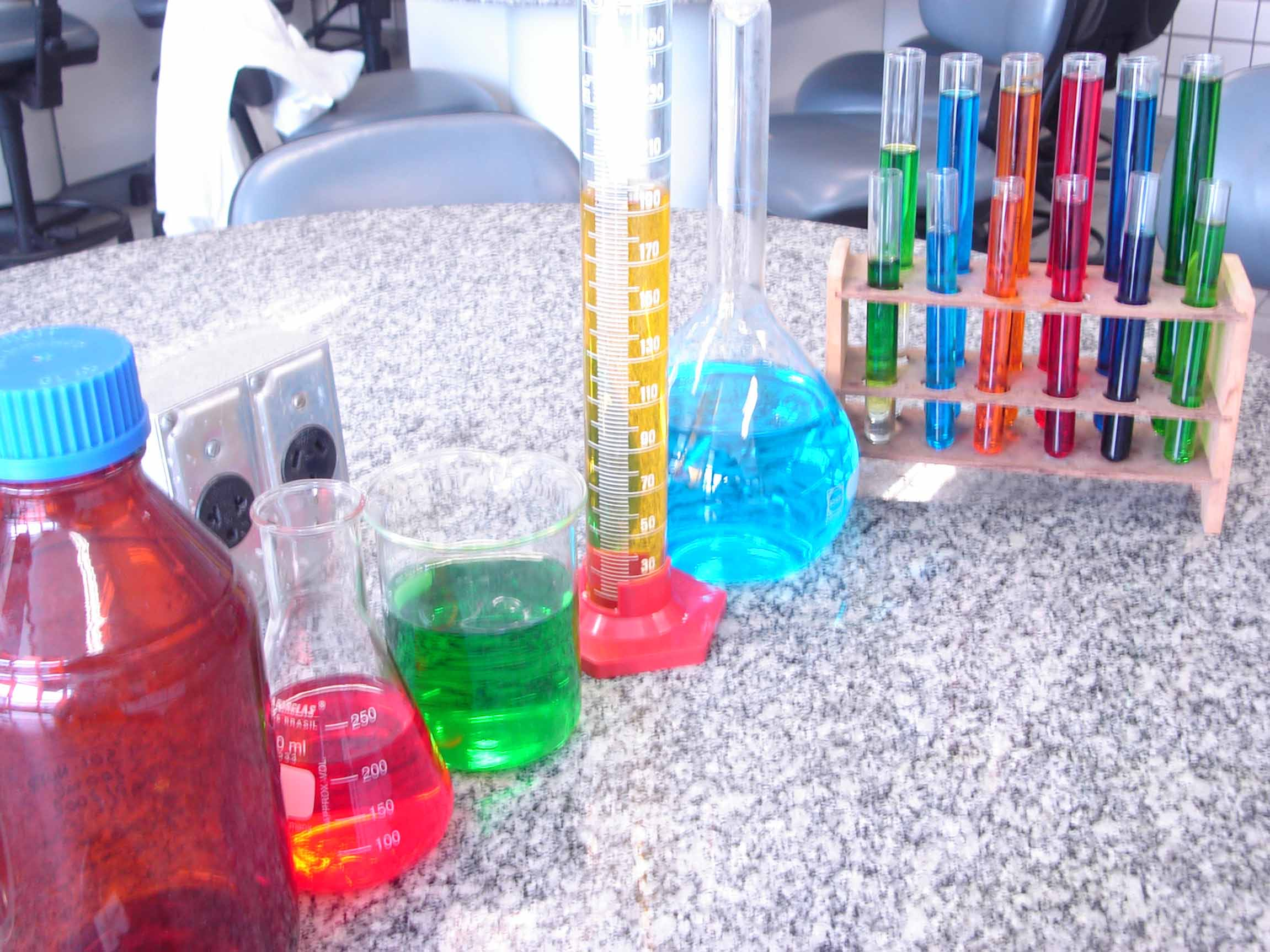
Diverses Laborgerät

## Anforderungen an Behälter
Behälter sind im täglichen Leben allgegenwärtig, und die Verlässlichkeit ihrer Funktion ist von grundlegender Bedeutung. Daher widmet – in dieser Form nur für Deutschland gültig – der Normgeber dem Behälter im Allgemeinen grundlegende Regelungen:
- DIN 28005 Allgemeintoleranzen für Behälter, die alle produktions- und betriebsrelevanten Aspekte für Behälter regelt. Sie fasst seit 1988 schrittweise verteilte, ältere Regelungen zusammen und umfasst bis jetzt:
  - DIN 28005-1:1988-11 Normteil 1: Behälter allgemein
  - DIN 28005-2:2001-04 Normteil 2: Behälter aus Stahl, emailliert
- PAS 1023-3 Leitfaden zur Umsetzung der Betriebssicherheitsverordnung (BetrSichV), Teil 3: Behälter, aus dem Jahr 2003 regelt den Umgang mit allen Behältern als Arbeitsmittel
- §50 österreichische Arbeitsmittelverordnung (AM-VO)

Spezielle Behälter sind in etlichen fachspezifischen Normen und Richtlinien erfasst:
- Verpackungen
  - Für Versandbehälter die Normen des internationalen Gefahrgutrechts[3] wie auch des Gefahrstoffrecht
  - Normen über Lebensmittelverpackungen
  - Regelungen über Verpackung und Aufbewahrung von Medikamenten

Arbeiten, wie Reparatur, Reinigung oder Wartung, in und an Behältern:
- Deutschland: BG-Regel 117-1 Arbeiten in Behältern, Silos und engen Räumen der Berufsgenossenschaft der Bauwirtschaft
- Österreich: §§59, 60 Allgemeine Arbeitnehmerschutzverordnung, BGBl. Nr. 218/1983

Daneben sind laut BetrSichV als überwachungsbedürftig insbesondere alle Druckbehälter noch zusätzlichen Regelungen unterworfen, wie sie europaweit die Druckgeräterichtlinie 97/23/EG (PED) erfasst.